# Der Besuch der alten Dame
Der Besuch der alten Dame ist eine „tragische Komödie“ in drei Akten des Schweizer Schriftstellers Friedrich Dürrenmatt. Die Uraufführung mit Therese Giehse in der weiblichen Hauptrolle fand am 29. Januar 1956 in Zürich statt. Das Stück wurde zu einem Welterfolg und brachte Dürrenmatt die finanzielle Unabhängigkeit.

## Inhalt
Die Milliardärin Claire Zachanassian besucht die verarmte Kleinstadt Güllen, in der sie einst ihre Kindheit und Jugend als Klara („Kläri“) Wäscher verbracht hat. Während die Einwohner auf finanzielle Zuwendungen und Investitionen hoffen, will Claire vor allem Rache für ein altes Unrecht: Als sie im Alter von 17 Jahren von dem 20-jährigen Güllener Alfred Ill ein Kind erwartete, leugnete dieser die Vaterschaft und gewann mit Hilfe bestochener Zeugen den von Klara gegen ihn angestrengten Prozess. Entehrt, wehrlos und arm musste Klara Wäscher ihre Heimat verlassen, die Tochter wurde ihr weggenommen, Klara Wäscher wurde zur Prostituierten, gelangte jedoch später durch die Heirat mit einem Ölquellenbesitzer (der noch acht weitere Ehen folgten) an ein riesiges Vermögen.
Die inzwischen hochangesehene „alte Dame“ hat insgeheim, als Vorbereitung für ihren Besuch, in der Vergangenheit alle Güllener Fabriken und Grundstücke aufgekauft, um die Stadt allmählich zu ruinieren. Nun, 45 Jahre nach ihrer Vertreibung, unterbreitet sie den auf diese Weise für Korruption und finanzielle Strohhalme besonders empfänglich gewordenen Güllenern ein ebenso verlockendes wie unmoralisches Angebot und verspricht: „Eine Milliarde für Güllen, wenn jemand Alfred Ill tötet. […] Gerechtigkeit für eine Milliarde.“ Diese Forderung lehnen die Bewohner zunächst zwar entrüstet ab, beginnen jedoch gleichzeitig, über ihre Verhältnisse zu leben, sich Geld zu borgen und auszugeben, und die Kaufleute gewähren Kredite, so als ob alle mit einem baldigen Vermögenszuwachs rechnen könnten. Vergeblich bemüht sich Ill, Claire umzustimmen, seinen Fehler zu entschuldigen und seinen Freunden ins Gewissen zu reden. Es gibt niemanden, der sich nicht gern vom unerwarteten Wohlstandsbazillus infizieren ließe. Der Bürgermeister gibt den Bau eines neuen Stadthauses in Auftrag, der Pfarrer hat bereits eine neue Glocke für die Kirche gekauft. Insbesondere bei dem Gespräch zwischen Ill und dem vermeintlich vertrauenswürdigen Pfarrer wird deutlich, dass niemand hinter Ill steht. Jedermann stolziert plötzlich in nagelneuen gelben Schuhen wie auf Goldtalern daher, und selbst Ills eigene Familie macht den Konsumrausch mit: Seine Frau kauft sich einen teuren Pelzmantel, der Sohn ein schnelles Auto und die Tochter nimmt Tennisunterricht. Sie alle heucheln Solidarität, erklären „ihren Ill“ scheinheilig zum „beliebtesten Bürger der Stadt“ und spielen die allgemeine Gefahr herunter. Nur der Lehrer des Ortes, der sich als „Humanist“ zu Gewissensbissen verpflichtet fühlt, wagt es, die Wahrheit auszusprechen – allerdings nur, wenn er hoffnungslos betrunken ist und daher nicht mehr ernst genommen wird.
Als Ill schließlich, von Schuld und Angst zermürbt, fliehen und nach Australien auswandern will, wird er von den Güllenern zum Abschied umringt: In der Gewissheit, „einer“ werde ihn zurückhalten, wagt er es nicht, den Zug zu besteigen, der ohne ihn abfährt. „Ängstlich wie ein gehetztes Tier“ erkennt Ill: „Ich bin verloren.“ Wenig später bringt ihm der Bürgermeister ein geladenes Gewehr und lässt es, zum Selbstmord einladend, in Ills Laden zurück. Der jedoch zögert, wächst über sich selbst hinaus und besinnt sich anders. Aus seiner Resignation wird Einsicht und Anerkennung seiner Schuld und er beschließt, sich seinen Mitbürgern auszuliefern. Stolz lässt der Bürgermeister in der Presse verkünden, Frau Zachanassian habe durch Vermittlung ihres Jugendfreundes Ill der Stadt eine Milliardenstiftung geschenkt. Vor laufenden Kameras stimmen die Bürger über Annahme oder Ablehnung der Stiftung ab, also eigentlich über die Tötung Ills. Diese wahre Bedeutung bleibt der Presse allerdings verborgen. Unter Ausschluss der Öffentlichkeit bilden dann die Bürger eine Gasse für Ill, die sich immer enger um ihn schließt. Als sie sich wieder öffnet, liegt Ill tot am Boden. „Herzschlag“ und „Tod aus Freude“ sind die Kommentare von Amtsarzt und Bürgermeister; die Presse übernimmt diese Meinung. Claire lässt den Toten in einen mitgebrachten Sarg legen – „Er ist wieder so, wie er war“ –, händigt dem Bürgermeister den Milliardenscheck aus und reist ab nach Capri, wo bereits ein Mausoleum auf Ills Leichnam wartet.

## Entstehung
- Die Idee zu Der Besuch der alten Dame kam dem Dramatiker bei einem Aufenthalt in der Berner Gemeinde Ins im Seeland.
- Nach der Interpretation von Ulrich Weber (siehe Bericht des Schweizerischen Literaturarchivs)[2] entstand die Idee des Rachemotivs 1953/55 als Erzählung Mondfinsternis (erschienen 1981 in Stoffe I–III (Labyrinth)). Diese Erzählung wurde 1978 vom Autor überarbeitet und 1996 von Radio DRS als Hörspiel produziert.[3]
- Die Novelle Mondfinsternis legte zu Beginn der 1950er Jahre die Basis zu Der Besuch der alten Dame und ist wenig bekannt. Sophie Männel[4] schreibt in ihrer Studienarbeit Zu Dürrenmatts Mondfinsternis und Der Besuch der alten Dame – Entstehungshintergründe und eine vergleichende Gegenüberstellung über die Entstehung und Abänderung des Rachemotivs.

## Figuren

### Claire Zachanassian
Claire Zachanassian wohnte in ihrer Kindheit in Güllen und war dort unter dem Namen ‚Kläri Wäscher‘ bekannt. Zu dieser Zeit, im Alter von 17 Jahren, führte sie eine geheimgehaltene Beziehung mit dem 20-Jährigen Alfred Ill, von dem sie schwanger wurde. Dieser leugnete allerdings die Vaterschaft und führte bei der folgenden Gerichtsverhandlung zwei mit Schnaps bestochene Zeugen vor. Diese sagten aus, dass sie angeblich ebenfalls mit Kläri geschlafen hätten. Dies führte dazu, dass Ill den Prozess gewann. Die schwangere Kläri musste gedemütigt die Stadt verlassen. In der Fremde wurde sie zur Prostituierten und verlor ihr Kind, das bald darauf starb. Schließlich geriet sie jedoch an einen Milliardär, der sie heiratete. Durch ständig wechselnde Ehemänner, Scheidungsverfahren und Erbe in Millionenhöhe wurde sie mit der Zeit zu einer Multimilliardärin. Nun nennt sie sich Claire Zachanassian.
45 Jahre nach der Verleumdung durch Alfred Ill kehrt sie als stolze, reiche und ältere Dame nach Güllen zurück. Der Ort ist in den letzten Jahren stark verarmt. Deswegen erhoffen sich die Bewohner eine großzügige Spende ihrer zurückgekehrten ‚Kläri Wäscher‘. Doch die alte Dame hat noch lange nicht vergessen, was ihr all die Jahre zuvor angetan wurde, und bringt ihr Geld ins Spiel: In dem Wissen, dass die Güllner auf eben das hoffen, bietet sie eine Milliarde für den Tod Alfred Ills und will damit für ihre eigene Gerechtigkeit sorgen. Zu Beginn lehnen die Bewohner des armen Dorfes eine Beteiligung an dem Mord ab, doch die Versuchung wird immer größer und so liegt es in der Hand Güllens, ob und wie lange Alfred Ill noch leben wird.

### Alfred Ill
Alfred Ill ist der männliche Protagonist der ‚tragischen Komödie‘. Er ist 65 Jahre alt und hat eine Frau sowie eine Tochter und einen Sohn. In jungen Jahren führte er eine anscheinend glückliche Beziehung mit Klara Wäscher (der späteren Claire Zachanassian). Aus Geldgründen verließ er sie und leugnete vor Gericht die Vaterschaft für ihr gemeinsames Kind. Er heiratete schließlich Mathilde Blumhard wegen ihres Krämerladens und erhoffte sich davon finanzielle Absicherung. Anfangs wollen die Bürger Güllens Ill nicht töten. Doch sie machen immer mehr Schulden. Er denkt, dass mit dem kommenden Wohlstand sein Tod schon beschlossene Sache wäre. Nachdem er sich schließlich mit seinem Tod abgefunden hat, lässt er sich von den Güllenern töten.

### Familie von Alfred Ill
Alfred Ill hat eine Frau (Mathilde Blumhard), eine Tochter (Ottilie) und einen Sohn (Karl).
Mathilde Blumhard, wie sie gebürtig heißt, hatte einen Krämerladen, als sie jung war. Ill verdankt seinen bescheidenen Wohlstand Mathilde. Ihretwegen verlässt er Claire in seiner Jugend. Auf das Angebot für Gerechtigkeit reagiert sie – wie alle anderen Güllener auch – schockiert und emotional, doch schließlich beginnt sie wie die anderen Güllener auch neue Kleidung und andere Gegenstände zu kaufen. Ottilie, die Tochter von Ill, gerät ebenso in einen Kaufrausch. Sie ist ein gebildetes Mädchen, das einen Fortbildungskurs in Französisch und Englisch nimmt. Sie studiert auch Literatur und nimmt nebenher noch Tennisunterricht. Karl ist der Sohn von Ill. Er verfällt, wie seine Mutter und seine Schwester, in den Kaufrausch, denn er hat sich ein neues Auto gekauft. Es zeigt sich: Sogar die engste Familie fällt Ill in den Rücken. Dies zeigt, dass keiner vor der Korrumpierbarkeit durch Geld geschützt ist.

### Polizist
Der Polizist Hahncke ist das Symbol der korrupten und korrumpierbaren staatlichen Ordnung. Schon am Anfang bei der Ankunft Claires, als sie ihn fragt, ob er hin und wieder mal ein Auge zudrücken würde, antwortet er: „Wo käme ich in Güllen sonst hin?“ Auch trinkt er beim Gespräch mit Ill Bier und raucht Zigaretten. Als Alfred Ill die Verhaftung von Claire Zachanassian fordert, wehrt der Polizist alle Argumente Ills ab und versucht ihm weiszumachen, dass seine Angst nur Einbildung sei.

### Der Pfarrer
Der Pfarrer ist ein frommer und gläubiger, aber ebenfalls korrumpierbarer Mann, der im Dorf Güllen hoch angesehen ist. Ill sucht bei ihm Rat. Der Pfarrer hat eine gespaltene Meinung, zum einen will er das Geld von Frau Zachanassian, zum anderen vertritt er vor den Bürgern die Moral. Am Ende des Gespräches kann er Ill nur raten zu fliehen, da er vermeiden will, dass die Güllner durch Ills Anwesenheit in Versuchung gebracht werden.

## Ort
Zu Beginn des Dramas wird Güllen als heruntergekommen, verarmt und trostlos beschrieben.
Im weiteren Verlauf wird deutlich, dass dies nicht immer so war. Viele Geschäfte und Fabriken, die früher einmal von Bedeutung waren, sind pleite und stehen leer. Selbst der Bahnhof hat an Bedeutung verloren. Es halten nicht mehr die Züge, die früher einmal dort gehalten haben.
Die Bürger erzählen sich, dass früher berühmte Persönlichkeiten in Güllen zu Besuch waren und Güllen so auch von kultureller Bedeutung war. Güllen hofft auf Hilfe durch Claire Zachanassian. Sie wissen allerdings nicht, dass Claire Zachanassian alle ehemals florierenden Geschäfte aufgekauft hat und somit für Güllens Ruin verantwortlich ist.
Der Ortsname spielt offensichtlich auf Gülle an.

## Interpretation

### Themen
Heinz Ludwig Arnold sieht Der Besuch der alten Dame als ein „Stück von der Korruption der Menschen und der Schuld eines einzelnen“, wobei es keine beliebig anwendbare Parabel sei, sondern ein unveränderliches Gleichnis: „das Abbild der Menschenwelt auf der Bühne“. Für Friedrich Torberg ist es „die alte Dame Korruption, […] die alte Dame Versuchung, die alte Dame Spekulation auf menschliche Gier“, die die Stadt Güllen besucht. Die Reaktion der Güllener Bürger beweise „die menschliche Bereitschaft, sich auch an Unmenschliches und als unmenschlich Erkanntes zu gewöhnen.“ Das Stück, „ursprünglich mit dem Untertitel Komödie der Hochkonjunktur“, wird dagegen „im Osten als Satire auf den Kapitalismus interpretiert“.

### Gattung
Einerseits verwendet Dürrenmatt in seinem Drama sowohl Motive der Tragödie als auch Mittel der Komödie und verknüpft diese zur klassischen Tragikomödie. Auch die durchgängige Thematik von „Verhängnis und Gericht“, „Schuld und Sühne“, „Rache und Opfer“ und der abschließende Einsatz von zwei Chören dokumentieren diese bewusste Anleihe bei der antiken griechischen Tragödie.
Andererseits macht Dürrenmatt häufigen Gebrauch von typischen Stilmitteln der Parabel und der Groteske und realisiert so seine ganz eigene, spezifische Theaterkonzeption. Charakteristisch hierfür sind neben der makabren Handlung vor allem die bizarre Figur der Claire Zachanassian selbst und ihr exotischer Tross. Zu Letzterem gehören außer den vertrottelten Exgatten 7 bis 9 und einem Butler (der Oberrichter im damaligen Vaterschaftsprozess) auch ihre beiden unheimlichen Diener (zwei Kaugummi kauende „Monster“ und Raubmörder, die sie aus dem Zuchthaus freigekauft hat), zwei zwillingshaft stets unisono lispelnde blinde Eunuchen (die einstigen Zeugen im meineidigen Vaterschaftsprozess, die Claire kastrieren und blenden ließ und nun als lächerliche Hampelmänner wie kleine Hündchen mit sich führt), weiter ein schwarzer Panther, der als wohlerzogenes Sexualrequisit („schwarzer Panther“ nannte die junge Kläri früher auch ihren wilden Geliebten Alfred Ill) immer nur erwähnt, nie aber gezeigt wird, symbolisch steht er für die Natur und das Ursprüngliche, welche von den Güllnern letztlich ausgelöscht wird und die nun nur noch die „künstliche“ Natur zulassen (Natursimulation wird von den Güllnern dargestellt) – und nicht zuletzt ein leerer Sarg.

#### Tragödie
Wie der Autor in seinem Nachwort selbst nahelegt, lassen sich im Besuch der alten Dame zahlreiche Bezüge zur antiken Tragödie finden. 45 Jahre lang hat die Titelheldin Claire Zachanassian auf ihre Rache gewartet. Ihrer Unerbittlichkeit wegen hat Dürrenmatt sie mit Medea verglichen. Als „reichste Frau der Welt“ verfügt sie über finanzielle Druckmittel, die es ihr erlauben, die Bürger der Stadt für ihre Zwecke zu instrumentalisieren. Ihr Vermögen versetzt sie in die Lage, „wie eine Heldin der griechischen Tragödie zu handeln, absolut, grausam, wie Medea etwa.“ Doch ist sie nicht nur mit der griechischen Heldin vergleichbar, sondern wird vielmehr zur Rachegöttin selbst. Ihr wird in ihrem ehemaligen Heimatort so viel Macht eingeräumt, dass sie uneingeschränkt über Schicksale bestimmen kann. Verstärkt wird der Eindruck einer Göttin dadurch, dass Dürrenmatt sie mit einer Pseudo-Unsterblichkeit ausgestattet hat: Als einzige Überlebende eines Flugzeugabsturzes umgibt sie die Aura des Wunderbaren und Übermächtigen – auch wenn ein Blick hinter die grotesken Kulissen zeigt, dass ihr einst makelloser Körper inzwischen nur noch von zahlreichen Prothesen zusammengehalten wird. Von der Stadt zunächst wie ein fernes Götzenbild verehrt, gewinnt sie zunehmend an Einfluss und wird schließlich zur Herrin über Leben und Tod.
Der ursprünglich Schuldige, der Krämer Alfred Ill, durchläuft als einziger einen kathartischen Prozess der Läuterung. Als Einzelner, der sich mit seinem unausweichlichen Schicksal konfrontiert sieht, gewinnt er nach anfänglicher Feigheit durch seine Haltung und Einsicht an Größe, entwickelt ein moralisches Bewusstsein und wird so letztlich zum tragischen Helden.
Formal wird ein Vergleich mit der antiken Tragödienform vor allem durch die beiden Chöre evoziert, die Dürrenmatt am Schluss einen zynischen Kommentar abgeben lässt, der das „heilige Gut des Wohlstandes“ preist. So verknüpft er im Besuch der alten Dame das Motto „Geld ist Macht“ – Dürrenmatts typische „Kritik an der westlichen Wohlstandsgesellschaft“ – mit Topoi der griechischen Tragödie: „Verhängnis und Gericht, Schuld und Sühne, Rache und Opfer.“

#### Komödie
Das Stück ist mit seinem Thema der Käuflichkeit einer ganzen Stadt eine „lächerliche Groteske“. Die Bürger werden zunächst als „ehrliche Bürger“ gezeigt, dann jedoch bald als lächerliche Figuren vorgeführt, indem sie der Verführung des Geldes unterliegen. Lügner, geldgierige Betrüger und hohle Phrasendrescher gehören zum klassischen Personal einer Komödie. Demgegenüber steht das Schicksal des Einzelnen, der seine Schuld erkennt und in der Lage ist, ernsthaft mit ihr umzugehen. Alfred Ill erweist sich im Kontrast zur geistlosen Masse als der einzige ernst zu nehmende moralische Mensch der Stadt.
Auffällig ist Dürrenmatts Verwendung sprechender Namen. Nicht zufällig heißt die Stadt „Güllen“ (vgl. Gülle), denn sie erweist sich als ein Sumpf der Unmenschlichkeit und Morast der Unmoral. Kein Wunder, dass die Bürger sich für eine Namensänderung in „Gülden“ (vgl. Gold) aussprechen.
Weitere Beispiele sind der Name „Zachanassian“, der sich aus den Namen der zur Zeit Dürrenmatts sehr bekannten Milliardäre Zaharoff, Onassis und Gulbenkian zusammensetzt, oder die Namen „Ill“ und „Klara Wäscher“ (Zachanassians Geburtsname), die symbolisch daran erinnern, dass der kranke Ill (vgl. engl. ill) von Claire Z. wieder rein gewaschen werden soll.
Auf ganz andere Weise „sprechend“ sind dagegen die auffallend homophonen Namen, die Claire ihren marionettenhaften Begleitern verliehen hat: Koby und Loby für die Kastraten, Roby und Toby für die Zuchthäusler, Boby für den Butler und Moby, Hoby und Zoby für die drei letzten Ehemänner – alles nahezu identische Diminutive, die wie aus einer phantasielosen kindlichen Laune entstanden zu sein scheinen. Als monotone, gleichsam alphabetische Reime ähneln sie bloßen Nummern und degradieren so ihre Träger zu austauschbaren Objekten, lächerlichen Schablonen und Spielfiguren.

## Adaptionen
- Das Stück wurde von Dürrenmatt für eine Oper umgeschrieben; die Musik stammt von Gottfried von Einem. Die Uraufführung fand 1971 in Wien statt: Der Besuch der alten Dame.
- 1973 wurde in Hasle bei Burgdorf eine berndeutsche Mundartfassung von der Emmentaler Liebhaberbühne aufgeführt.[12]
- 1983 brachte Markus Zohner am Jaunais Riga Teatris die Erstaufführung in lettischer Sprache heraus.
- In der Reihe „Theater am Tatort“ wurde das Stück 1986 in Ins auf einer Freilichtbühne aufgeführt.
- Am 16. Juli 2013 hatte eine Musical-Version des Stoffes Premiere auf der Bühne der Thunerseespiele (Musik: Moritz Schneider, Michael Reed; Liedtexte: Wolfgang Hofer; Buch-Adaption: Christian Struppeck). 2014 lief es im Ronacher in Wien. In Deutschland wurde das Musical erstmals 2022 an den Freilichtspielen Tecklenburg gezeigt.
- 2020 spielte Leslie Manville die Rolle der Claire in einer Bearbeitung des Stücks von Tony Kushner unter dem Titel The Visit am Londoner National Theatre.

## Verfilmungen
- Die erste deutschsprachige Verfilmung wurde am 19. Februar 1959 in der ARD gezeigt. Regisseur war Ludwig Cremer, die Hauptrolle spielte Elisabeth Flickenschildt. Die Einschaltquote lag bei 81 Prozent.
- Der Besuch ist eine stark veränderte Verfilmung unter der Regie Bernhard Wickis aus dem Jahre 1963 mit Ingrid Bergman und Anthony Quinn.
- 1982 wurde das Drama unter seinem Originalnamen als TV-Spielfilm in einer deutsch-schweizerischen Produktion verfilmt und ausgestrahlt. Regie führte Max Peter Ammann, Maria Schell und Günter Lamprecht sind in den Hauptrollen zu sehen.
- Der sowjetische Regisseur Michail Kosakow verfilmte unter dem Namen Der Besuch der Dame (Визит дамы) im Jahre 1989 das Drama mit Jekaterina Wassiljewa als Claire Zachanassian, Walentin Gaft, Igor Kaschinzew, Walentin Nikulin, Grigorij Ljampe, Viktor Borzow, Valentin Smirtinskij und Swetlana Nemoljajewa.
- Der Regisseur Djibril Diop Mambéty verfilmte 1992 im Senegal eine Version des Besuchs der alten Dame in Wolof unter dem Titel Hyänen (Hyenas).
- Der Regisseur Nikolaus Leytner verfilmte das Stück 2008 in Österreich, es wurde auf ORF 2 und in der ARD ausgestrahlt. In der Hauptrolle Christiane Hörbiger, weitere Darsteller waren Michael Mendl, Muriel Baumeister, Rolf Hoppe, Dietrich Mattausch und Hans von Borsody.

## Hörspielbearbeitung
1957 – Der Besuch der alten Dame; Regie: Walter Ohm; Mitwirkende: Lina Carstens – Claire, René Farell – Moby / Gatte VII / Gatte VIII, Hans Leibelt – Der Butler, Walter Hilbring – Toby-Gangster, Albert Rühl – Roby-Gangster, Joseph Offenbach – Koby, Blinder, Hans Herrmann-Schaufuß – Loby, Blinder, Kurt Horwitz – Alfred III, Konstanze Menz – Seine Frau, Ernst Schlott – Bürgermeister, Peter Lühr – Lehrer, Friedrich Domin – Pfarrer, Fritz Strassner – Polizist, Fritz Rasp – Arzt; Produktion: BR

## Verweise
David Bielmanns Krimikomödie Der Besuch der Russin verweist mehrfach auf Dürrenmatts Werk: Die schwerreiche Russin Swetlana Zenowa kommt in eine Kleinstadt, um den lokalen Eishockeyclub zu übernehmen und mit ihrem Geld endlich zum Meistertitel zu führen, verlangt dafür aber den Kopf eines Fans.
Auch in Lars von Triers Film Dogville erkannten verschiedene Rezensenten Parallelen zu Dürrenmatts Werk.
Der Schweizer Illustrator Jörg Müller verwendete den Ortsnamen Güllen in seiner Bilderserie Alle Jahre wieder saust der Presslufthammer nieder aus dem Jahr 1973. Stück und Bilderfolge haben laut Müller die gleiche Aussage: „Nämlich, dass man alles dem Profit opfert und eigentlich seine Seele dem Teufel verkauft.“
Paulo Coelho greift in seinem Roman Der Dämon und Fräulein Prym aus dem Jahr 2000 auf die Geschichte von Dürrenmatts Theaterstück zurück. Peter Gasser, Peter Schnyder, Peter Rusterholz und Ulrich Weber werten den Roman als „eine etwas naive Version der Alten Dame“.

## Buchausgaben
- Der Besuch der alten Dame. Eine tragische Komödie. Mit einem Nachwort [des Autors]. Arche, Zürich 1956 (Originalausgabe)
- Der Besuch der alten Dame. Eine tragische Komödie. Neufassung. Diogenes, Zürich 1980; ebd. 1998, ISBN 3-257-23045-1 (Werkausgabe 5)